# Rabangaki Nawai
Rabangaki Nawai (ur. 6 września 1985 w Makin) – kiribatyjski lekkoatleta, sprinter, którego specjalizacją był bieg na 100 metrów. Jego rekord na tym dystansie wynosi 11,17 s. Poza tym biegał na 200 i 400 metrów oraz uprawiał rzut oszczepem. W 2008 roku wystartował na XXIX Letnich Igrzyskach Olimpijskich w Pekinie. Dystans 100 metrów przebiegł wtedy w 11,29 s, zajmując tym samym ostatnie miejsce w swoim biegu i 73. w klasyfikacji ogólnej.

## Rekordy życiowe
| Konkurencja    | Wynik   | Miejsce   | Data             |
| -------------- | ------- | --------- | ---------------- |
| Bieg na 60 m   | 7,26 s  | Walencja  | 7 marca 2008     |
| Bieg na 100 m  | 11,17 s | Apia      | 14 grudnia 2006  |
| Bieg na 200 m  | 22,81 s | Melbourne | 22 marca 2006    |
| Bieg na 400 m  | 54,50 s | Koror     | 26 kwietnia 2003 |
| Rzut oszczepem | 47,45 m | Bairiki   | 26 czerwca 2004  |